# Милан Парошки (професор)
Милан Парошки (Врбас, 11. новембар 1962) српски је информатичар и универзитетски професор. Тренутно ради као доцент на Универзитету Сингидунум.

## Биографија
Рођен је 11. новембра 1962. у Врбасу. Године 1981. завршио је Електротехничку школу „Михајло Пупин” у Новом Саду, док је 1987. године дипломирао на Факултету техничких наука Универзитета у Новом Саду. Магистрирао је 1996. на истом факултету, на ком је 2013. одбранио докторску дисератцију.
У периоду од између 1988. и 2004. радио је Електропривреди Србије (ЕПС) на пословима управљања електроенерегетским системом и био задужен за пројектовање, припрему техничке спецификације, набавку, пуштање у рад, надзор, консултације, одржавање и развој рачунарске, комуникационе опреме, као и SCADA система. У периоду од 2004. до 2005. радио је на месту помоћника директора за квалитет и информациони систем у ЕПС—ЈП Панонске електране. Од 2005. до 2016. био је запослен на месту помоћника директора Покрајинске владе Војводине, Служба за опште и заједничке послове покрајинских органа.
Између 2013. и 2021. радио је као доцент на Факултету техничких наука Универзитета у Новом Саду. Од 2021. ради као доцент на Универзитету Сингидунум.